# Европско првенство у атлетици на отвореном 1954 — 80 метара препоне за жене
Такмичење у трци на 80 метара са препонама у женској конкуренцији на 5. Европском првенству у атлетици 1954. одржано је 27. и 28. августа на Стадиону Neufeld у Берну (Швајцарска)
Титулу освојену у Бриселу 1950, није бранила Фани Бланкерс-Кун из Холандије.

## Земље учеснице
Учествовало је 25 атлетичарки из 14 земаља.
1. Аустрија (2)
2. Белгија (1)
3. Западна Немачка (3)
4. Италија (1)
5. Југославија (1)
6. Норвешка (1)
7. Пољска (2)
8. Румунија (1)
9. СССР (3)
10. Уједињено Краљевство (3)
11. Француска (3)
12. Чехословачка (1)
13. Швајцарска (2)
14. Шведска (1)

## Рекорди
| Рекорди пре почетка Европског првенства 1954.     | Рекорди пре почетка Европског првенства 1954. | Рекорди пре почетка Европског првенства 1954. | Рекорди пре почетка Европског првенства 1954. | Рекорди пре почетка Европског првенства 1954. | Рекорди пре почетка Европског првенства 1954. |
| ------------------------------------------------- | --------------------------------------------- | --------------------------------------------- | --------------------------------------------- | --------------------------------------------- | --------------------------------------------- |
| Светски рекорд                                    | Ширли Стрикланд                               | Аустралија                                    | 10,9                                          | Хелсинки, Финска                              | 24. јул 1952.                                 |
| Светски рекорд                                    | Марија Голубнича                              | Совјетски Савез                               | 10,9                                          | Кијев, Совјетски Савез                        | 3. август 1954.                               |
| Европски рекорд                                   | Ширли Стрикланд                               | Аустралија                                    | 10,9                                          | Хелсинки, Финска                              | 24. јул 1952.                                 |
| Европски рекорд                                   | Марија Голубнича                              | Совјетски Савез                               | 10,9                                          | Кијев, Совјетски Савез                        | 3. август 1954.                               |
| Рекорди европских првенстава                      | Фани Бланкерс-Кун                             | Холандија                                     | 11,1                                          | Брисел, Белгија                               | 26. август 1950.                              |
| Рекорди после завршеног Европског првенства 1954. |                                               |                                               |                                               |                                               |                                               |
| Рекорди европских првенстава                      | Марија Голубнича                              | Совјетски Савез                               | 11,0                                          | Берн, Швајцарска                              | 28. август 1954.                              |

## Победнице
|                       |                                      |                                      |
| Марија Голубнича СССР | Анелисе Зеонбухнер · Западна Немачка | Памела Сиборн · Уједињено Краљевство |

## Сатница
| Датум       | Време | Коло          |
| ----------- | ----- | ------------- |
| 27. август. | 16:30 | Квалификације |
| 28. август. |       | Полуфинале    |
| 28. август  |       | Финале        |

## Резултати

### Квалификације
Такмичарке су биле подељене у шест група. У полуфинале су се пласирале по 2 првопласиране из сваке групе (КВ).,
| Пласман | Група | Атлетичарка         | Држава               | Време | Белешка |
| ------- | ----- | ------------------- | -------------------- | ----- | ------- |
| 1.      | 2     | Марија Голубнича    | СССР                 | 11,2  | КВ      |
| 2.      | 4     | Ана Александрова    | СССР                 | 11,3  | КВ      |
| 3.      | 4     | Милка Бабовић       | Југославија          | 11,3  | КВ      |
| 4.      | 1     | Jean Desforges      | Уједињено Краљевство | 11,4  | КВ      |
| 5.      | 1     | Елжбиета Боцјан     | Пољска               | 11,4  | КВ      |
| 6.      | 5     | Памела Сиборн       | Уједињено Краљевство | 11,4  | КВ      |
| 7.      | 5     | Анелисе Зеонбухнер  | Западна Немачка      | 11,4  | КВ      |
| 8.      | 3     | Дениз Гианард       | Француска            | 11,5  | КВ      |
| 9.      | 5     | Милена Грепи        | Италија              | 11,5  |         |
| 10.     | 1     | Цента Гастл         | Западна Немачка      | 11,5  | КВ      |
| 11.     | 6     | Јевгенија Гурвич    | СССР                 | 11,5  | КВ      |
| 12.     | 6     | Елфриде Стеурер     | Аустрија             | 11,6  | КВ      |
| 13.     | 3     | Елзбиета Крзесинска | Пољска               | 11,6  | КВ      |
| 14.     | 4     | Мирослава Тркалова  | Чешка                | 11,6  |         |
| 15.     | 6     | Клауди Фламент      | Француска            | 11,7  |         |
| 16.     | 6     | Телма Хопкинс       | Уједињено Краљевство | 11,7  |         |
| 17.     | 5     | Aна Шербан          | Румунија             | 11,8  |         |
| 18.     | 1     | Јорун Танген        | Норвешка             | 11,9  |         |
| 19.     | 2     | Ивет Монгиноу       | Француска            | 11,9  |         |
| 20.     | 2     | Грете Џени          | Аустрија             | 12,0  |         |
| 21.     | 3     | Стина Кронхолм      | Шведска              | 12,2  |         |
| 22.     | 3     | Труди Ханселер      | Швајцарска           | 12,5  |         |
| 23.     | 4     | Хилда де Корт       | Белгија              | 12,5  |         |
|         | 3     | Марија Сандер       | Западна Немачка      | НЗ    |         |
|         | 5     | Гретел Болигер      | Швајцарска           | НЗ    |         |

### Полуфинале
Такмичарке су биле подељене у две групе. У полуфинале су се пласирале по 3 првопласиране из сваке групе (КВ). 
,
| Пласман | Група | Атлетичарка         | Држава               | Време | Белешка |
| ------- | ----- | ------------------- | -------------------- | ----- | ------- |
| 1.      | 1     | Марија Голубнича    | СССР                 | 11,2  | КВ      |
| 2.      | 1     | Памела Сиборн       | Уједињено Краљевство | 11,3  | КВ      |
| 3.      | 1     | Милка Бабовић       | Југославија          | 11,4  | КВ      |
| 4.      | 2     | Анелисе Сеонбухнер  | Западна Немачка      | 11,4  | КВ      |
| 5.      | 2     | Дениз Гианард       | Француска            | 11,4  | КВ      |
| 6.      | 2     | Jean Desforges      | Уједињено Краљевство | 11,5  | КВ      |
| 7.      | 1     | Цента Гастл         | Западна Немачка      | 11,5  |         |
| 8.      | 1     | Јевгенија Гурвич    | СССР                 | 11,5  |         |
| 9.      | 2     | Ана Александрова    | СССР                 | 11,5  |         |
| 10.     | 2     | Елжбиета Боцјан     | Пољска               | 11,5  |         |
| 11.     | 1     | Елзбиета Крзесинска | Пољска               | 11,6  |         |
| 12.     | 2     | Елфриде Стеурер     | Аустрија             | 11,7  |         |

### Финале
Финале је одржано 28. августа 1954. године.,
| Пласман | Атлетичарка        | Држава               | Време | Белешка |
| ------- | ------------------ | -------------------- | ----- | ------- |
|         | Марија Голубнича   | Холандија            | 11,0  | РЕП     |
|         | Анелисе Зеонбухнер | Западна Немачка      | 11,2  |         |
|         | Памела Сиборн      | Уједињено Краљевство | 11,3  |         |
| 4.      | Дениз Гианард      | Француска            | 11,3  | НР      |
| 5.      | Милка Бабовић      | Југославија          | 11,5  |         |
| 6.      | Jean Desforges     | Уједињено Краљевство | 11,5  |         |

## Укупни биланс медаља у трци на 80 метара препоне за жене после 5. Европског првенства 1938—1954.[7]
|    | Земља                | Злато | Сребро | Бронза | Укупно |
| -- | -------------------- | ----- | ------ | ------ | ------ |
| 1. | Холандија            | 2     | 0      | 1      | 3      |
| 2, | Совјетски Савез      | 1     | 1      | 1      | 3      |
| 3. | Италија              | 1     | 0      | 0      | 1      |
| 4, | Уједињено Краљевство | 0     | 1      | 1      | 2      |
| 5, | Западна Немачка      | 0     | 1      | 0      | 1      |
| 5, | Немачка              | 0     | 1      | 0      | 1      |
| 7. | Француска            | 0     | 0      | 1      | 1      |
|    | Укупно {6}           | 4     | 4      | 4      | 12     |

|    | Атлетичарка       | Земља     | Злато | Сребро | Бронза | Укупно |
| -- | ----------------- | --------- | ----- | ------ | ------ | ------ |
| 1. | Фани Бланкерс-Кун | Холандија | 2     | 0      | 0      | 2      |